# Filosofem
Filosofem (norveški: "filozofem") je četvrti studijski album norveškog black metal solo projekta Burzum. Album je bio sniman u ožujku 1993. godine, te je zadnji album prije odlaska Varga Vikernesa u zatvor 16. svibnja 1994. godine. Iako sniman 1993. godine, album je objavljen tek u siječnju 1996. godine, a objavila ga je diskografska kuća Misanthropy Records. Glazbeni video za pjesmu "Dunkelheit" prikazivao se na MTV-u i VH1.
Album je znan zbog eksperimentalnog zvuka u usporedbi s većinom ostalih uradaka iz doba drugog vala black metala. Vikernes je smatrao uradak "anti-trend albumom".

## Pozadina
Varg Vikernes je snimio prva četiri albuma za Burzum od siječnja 1992. pa do ožujka 1993. godine, u Grieghallenu, Bergen. Ipak, datumi izdanja albuma su rašireni, s nekoliko mjeseci između snimanja i objave samog albuma. Tijekom tog vremena, Vikernes je postao dio rane norveške black metal scene, u kojoj je upoznao Mayhemovog gitarista Euronymousa. Navodno je i sudjelovao u paležima četiriju crkava, zajedno s ostalim članovima scene. U kolovozu 1993. godine, Vikernes je izbo Euronymousa na smrt izvan njegova apartmana u Oslu. Uhićen je nekoliko dana poslije te je u svibnju 1994. godine, osuđen na 21 godinu zatvora za ubojstvo i paleže crkvava.
Prva pjesma na albumu Filosofem, "Burzum", je prva pjesmu koju je Vikernes napisao za Burzum. Prvi puta snimana je već u rujnu 1992. godine za album Hvis lyset tar oss, ali Vikernes je bio nezadovoljan s rezultatom pa ju je ponovno snimio šest mjeseci kasnije za ovaj album. Prema izjavi koju je Vikernes dao na burzum.org, snimke za pjesmu "Burzum" namijenjenu za album Hvis lyset tar oss izgubio je norveški zatvorski sustav.
Album je namjerno sniman u lošim uvjetima kako bi se posigao truli lo-fi zvuk. Nisu korištena pojačala za gitare; umjesto njih, Vikernes je gitaru uključio u pojačalo bratovog stereo-uređaja te je koristio stare fuzz pedale. Za vokale, tražio je tehničara zvuka za najgori mikrofon koji ima. Dobio je stari mikrofon i slušalice iz helikoptera.

## Glazba i ilustracija
Vikernes je na albumu nastavio eksperimentirati s minimalizmom, ponavljanjem, i ambijentom kroz black metal. Sve su pjesme poprilično duge (najkraća oko sedam minuta), te su skladane kroz mal broj glazbenih motiva. Za primjer, "Jesu død", pjesme duža od osam i pol minuta, je primarno bazirana na samo jednome riffu. Epska pjesma "Rundtgåing av den transcendentale egenhetens støtte", Burzumova najduža ambijentalna pjesma, ponavlja jednostavnu melodiju kroz skoro cijelu pjesmu, koja je mijenja samo u instrumentu na kojem se svira. Također, prve tri pjesme su u E-molu.
"Burzum", prva pjesma, ističe ponavljajuću melodiju sviranu na sintisajzeru. Pjesme s naslovom "Decrepitude", nadopunjuju jedna drugu, prva ".i." ističe vokale, a gitare stavlja u pozadinu; dok ".ii." nema vokale te se fokusira na instrumente i zvučne efekte u pozadini ".i.".
Omot albuma i knjižice ilustracije su Theodora Kittelsena. Ilustracija na omotu albuma zove se Op under Fjeldet toner en Lur (Norveški za "gore u brdima odzvanja snažan poziv").

## Popis pjesama
Tekstovi i glazba: Varg Vikernes. 
| 1.    | »Burzum« ("Tama")                                                                                            | Dunkelheit                                             | 7:05  |
| 2.    | »Jesu død« ("Isusova smrt")                                                                                  | Jesus' Tod                                             | 8:39  |
| 3.    | »Beholding the Daughters of the Firmament« ("Promatranje kćerki nebeskog svoda")                             | Erblicket die Töchter des Firmaments                   | 7:53  |
| 4.    | »Decrepitude .i.« ("Oronulost .i.")                                                                          | Gebrechlichkeit .i.                                    | 7:53  |
| 5.    | »Rundtgåing av den transcendentale egenhetens støtte« ("Obilaženje transcedentalnih stupova jedinstvenosti") | Rundgang um die transzendentale Säule der Singularität | 25:11 |
| 6.    | »Decrepitude .ii.« ("Oronulost .ii.")                                                                        | Gebrechlichkeit .ii."                                  | 7:52  |
| 64:33 | |                                                        |       |

## Zasluge
Burzum
- Varg Vikernes - gitara, bas-gitara, bubnjevi, vokali, sintisajzer, zvučni efekti, produciranje

Ostalo osoblje
- Pytten - produciranje, inženjer zvuka

## Uzor
Hip hop producent Mike WiLL Made It, uzeo je uzorak glavne melodije s pjesme "Rundtgåing av den transcendentale egenhetens støtte" te ga iskoristio za pjesmu Guiccija Manea "Pussy Print", na kojoj pjeva i Kanye West, s albuma Everybody Looking.